# Coupe de Tunisie 2024-2025
La Coupe de Tunisie 2023-2024 è stata la 93ª edizione della coppa nazionale tunisina di calcio, iniziata il 3 aprile 2025 e terminata il 1° giugno  2025. Il vincitore della competizione ottiene la qualificazione per la Coppa della Confederazione CAF 2025-2026. La squadra campione in carica era lo Stade Tunisien, che ha vinto la sua settima coppa nazionale nell'edizione 2023-2024.
Il trofeo è stato vinto dall'Espérance, al suo sedicesimo successo nella competizione.

## Calendario
Il programma del torneo è il seguente.
| Turno            | Incontri          |
| ---------------- | ----------------- |
| Primo turno      | 3-16 aprile 2025  |
| Ottavi di finale | 26-27 aprile 2025 |
| Quarti di finale | 17-18 maggio 2025 |
| Semifinali       | 24-25 maggio 2025 |
| Finale           | 31 maggio 2025    |

## Incontri

### Primo turno
Il sorteggio per il primo turno si è tenuto il 23 marzo 2025.
| Squadra 1          | Risultato       | Squadra 2            |
| ------------------ | --------------- | -------------------- |
| 3 aprile 2025      |                 |                      |
| CS Khniss          | 0 – 1 (dts)     | CS Manouba           |
| 5 aprile 2025      |                 |                      |
| Ben Guerdane       | 0 – 0 (5-4 dtr) | Bizertin             |
| Olympique Béja     | 0 – 1           | M'saken              |
| Gafsa              | 2 – 1           | Hammam Sousse        |
| Jendouba Sport     | 0 – 1           | Gabès                |
| JS Kairouan        | 1 – 0 (dts)     | Sfax Railways Sports |
| 6 aprile 2025      |                 |                      |
| US Zriba           | 0 – 5           | Sfaxien              |
| AS Jilma           | 1 – 0           | PS Sakiet Eddaïer    |
| GS Om Laarayes     | 1 – 2           | Avenir Soliman       |
| Étoile de Métlaoui | 0 – 2           | Espérance Zarzis     |
| Stade Tunisien     | 1 – 0           | Sidi Bouzid          |
| Tataouine          | 0 – 1           | Club Africain        |
| SS Mornag          | 0 – 1           | Étoile du Sahel      |
| 7 aprile 2025      |                 |                      |
| Monastir           | 2 – 1           | JS Omrane            |
| 8 aprile 2025      |                 |                      |
| CS Bembla          | 2 – 4           | Hammam Lif           |
| 16 aprile 2025     |                 |                      |
| Espérance          | 6 – 0           | Kasserine            |

### Ottavi di finale
Il sorteggio degli ottavi di finale si è tenuto il 9 aprile 2025.
| Squadra 1      | Risultato   | Squadra 2        |
| -------------- | ----------- | ---------------- |
| 26 aprile 2025 |             |                  |
| Gabès          | 0 – 2       | Espérance Zarzis |
| Monastir       | 5 – 0       | AS Jilma         |
| Hammam Lif     | 0 – 4       | Espérance        |
| 27 aprile 2025 |             |                  |
| Gafsa          | 1 – 0       | Avenir Soliman   |
| Club Africain  | 2 – 1 (dts) | M'saken          |
| Ben Guerdane   | 1 – 0       | Sfaxien          |
| CS Manouba     | 0 – 2       | Stade Tunisien   |
| 30 aprile 2025 |             |                  |
| JS Kairouan    | 0 – 1       | Étoile du Sahel  |

### Quarti di finale
Il sorteggio per i quarti di finale si è tenuto il 27 aprile 2025.
| Squadra 1       | Risultato       | Squadra 2        |
| --------------- | --------------- | ---------------- |
| 17 maggio 2025  |                 |                  |
| Ben Guerdane    | 2 – 2 (8-7 dtr) | Gafsa            |
| 18 maggio 2025  |                 |                  |
| Monastir        | 3 – 0           | Club Africain    |
| Espérance       | 3 – 1           | Espérance Zarzis |
| Étoile du Sahel | 0 – 1           | Stade Tunisien   |

### Semifinali
| Squadra 1      | Risultato       | Squadra 2      |
| -------------- | --------------- | -------------- |
| 24 maggio 2025 |                 |                |
| Monastir       | 0 – 0 (2-4 dtr) | Stade Tunisien |
| 25 maggio 2025 |                 |                |
| Ben Guerdane   | 0 – 3           | Espérance      |

### Finale
| Arbitro: | Oussama Ben Ishak |

|            |           |  |
| Ogbelu 64’ | Marcatori |  |